# Gmina Jasień
Die Gmina Jasień ['jaɕeɲ] ist eine Stadt-und-Land-Gemeinde im Powiat Żarski der Woiwodschaft Lebus in Polen. Ihr Sitz ist die gleichnamige Stadt (deutsch Gassen, obersorbisch Gasyn) mit etwa 4400 Einwohnern.

## Geographie
Die Gemeinde umfasst ein Gebiet von 127 km² und grenzt im Norden an die Stadt Lubsko (Sommerfeld). Die Kreisstadt Żary (Sorau) liegt etwa zehn Kilometer südöstlich. Zu den Gewässern gehört die Lubsza (Lubst).

## Geschichte
Im Januar 1976 kam das Dorf Zabłocie (Raudenberg) von der aufgelösten Gmina Krzystkowice zur Gemeinde. Diese gehört seit 1993 der Euroregion Spree-Neiße-Bober an.

## Gliederung
Die Stadt-und-Land-Gemeinde (gmina miejsko-wiejska) Jasień gliedert sich in die Stadt selbst und 17 Dörfer mit Schulzenämtern:
- Jasień (Gassen)
- Bieszków (Berthelsdorf)
- Bronice (Brinsdorf)
- Budziechów (Baudach)
- Golin (Guhlen)
- Guzów (Guschau)
- Jabłoniec (Gablenz)
- Jaryszów (Gersdorf)
- Jasionna (Jessen)
- Jurzyn (Jüritz)
- Lipsk Żarski (Liebsgen)
- Lisia Góra (Liesegar)
- Mirkowice (Meiersdorf)
- Roztoki (Rodstock)
- Świbna (Zwippendorf)
- Wicina (Witzen)
- Zabłocie (Raudenberg)
- Zieleniec (Grünhölzel)

## Partnergemeinde
- Döbern, Deutschland.